# Equazione di Eyring
In cinetica chimica l'equazione di Eyring (nota anche come equazione di Eyring-Evans-Polanyi) è un'equazione che descrive la velocità di reazione in funzione della temperatura.
Questa equazione deriva dalla teoria dello stato di transizione e contrariamente alla equazione di Arrhenius, di natura empirica, questo modello è teorico e basato sulla termodinamica statistica. Fu sviluppata quasi simultaneamente nel 1935 da Henry Eyring, Meredith Gwynne Evans e Michael Polanyi.
La forma generale dell'equazione di Eyring-Polanyi somiglia alquanto all'equazione di Arrhenius:
{\displaystyle \ k={\frac {k_{\mathrm {B} }T}{h}}\mathrm {e} ^{-{\frac {\Delta G^{\ddagger }}{RT}}}}
dove ΔG‡ è l'energia libera di Gibbs di attivazione, kB è la costante di Boltzmann, e h è la costante di Planck.
L'equazione può essere riscritta nel seguente modo:
{\displaystyle k={\frac {k_{\mathrm {B} }T}{h}}\mathrm {e} ^{\frac {\Delta S^{\ddagger }}{R}}\mathrm {e} ^{-{\frac {\Delta H^{\ddagger }}{RT}}}}.
La forma lineare assunta è
{\displaystyle \ln {\frac {k}{T}}={\frac {-\Delta H^{\ddagger }}{R}}\cdot {\frac {1}{T}}+\ln {\frac {k_{\mathrm {B} }}{h}}+{\frac {\Delta S^{\ddagger }}{R}}}.
dove:
- {\displaystyle \ k} = costante di velocità
- {\displaystyle \ T} = temperatura assoluta
- {\displaystyle \ \Delta H^{\ddagger }} = entalpia di attivazione
- {\displaystyle \ R} = costante universale dei gas
- {\displaystyle \ k_{\mathrm {B} }} = costante di Boltzmann
- {\displaystyle \ h} = costante di Planck
- {\displaystyle \ \Delta S^{\ddagger }} = entropia di attivazione

Una data reazione chimica avviene a temperature differenti ed è possibile determinare la velocità di reazione. Riportando graficamente {\displaystyle \ \ln(k/T)} contro {\displaystyle \ 1/T} si ottiene una retta con coefficiente angolare {\displaystyle \ -\Delta H^{\ddagger }/R}, dal quale è possibile ricavare l'entalpia di attivazione, e intercetta {\displaystyle \ \ln(k_{\mathrm {B} }/h)+\Delta S^{\ddagger }/R} che fornisce l'entropia di attivazione.